# Pau Brugada
Pau Brugada, (Montpeller, 24 de desembre de 1986) és un músic i productor banyolí que experimenta amb la música des de diferents angles. Compagina el seu propi projecte musical en solitari com a lletrista, compositor i instrumentista, amb la seva passió per la producció i la mescla, acompanyant altres artistes en la seva recerca musical.
S'inicia en la música des de ben petit. Un dels seus primers projectes va ser com a vocalista i lletrista de Caiko, una banda banyolina de rap-metal amb la qual va publicar un EP i un àlbum. En la recerca d'un treball més personal i íntim, Pau Brugada decideix iniciar el seu camí en solitari i comença a professionalitzar-se l'any 2014 amb el llançament del seu primer àlbum "Llum de Foc". Des d’aleshores, ha creat diversos treballs musicals fonent-ne els límits i les etiquetes d'estil, com en el senzill "Satèl·lit", on barreja el hip-hop amb parts melòdiques i acaba evolucionant cap al drum'n'bass. En un projecte paral·lel, Pau i Vic Moliner van obrir Olivera Estudi, a on s'han produït i gravat artistes de la geografia catalana com ho són Magalí Sare, Autèntic Home Llúdriga, Paula Grande i Daura Mangara, i d'altres foranes com Guadi Galego.

## Discografia
- Llum de foc (2014), Autoeditat | EP
- Trencaclosques (2017), Autoeditat | EP
- En blanc - Capítol 1 (2022), Microscopi | EP
- En blanc - Capítol 2 (2022), Microscopi | EP
- En blanc - Capítol 3 (2023), Microscopi | EP[3]